# Campeonato Africano de Atletismo de 2014 - 800 m masculino
A prova dos 800 metros masculino do Campeonato Africano de Atletismo de 2014 foi disputada entre os dias 11 e 12 de agosto de 2014 no Estádio de Marrakech  em Marrakech, no Marrocos. Participaram da prova 21 atletas. 

## Recordes
Antes desta competição, os recordes mundiais e do campeonato nesta prova eram os seguintes:
|                       | Nome          | Nacionalidade | Tempo     | Local   | Data                |
| --------------------- | ------------- | ------------- | --------- | ------- | ------------------- |
| Recorde mundial       | David Rudisha | Quênia        | 1m 40s 91 | Londres | 9 de agosto de 2012 |
| Recorde do campeonato | David Rudisha | Quênia        | 1m 42s 84 | Nairóbi | 30 de julho de 2010 |
| Recorde africano      | David Rudisha | Quênia        | 1m 40s 91 | Londres | 9 de agosto de 2012 |

## Medalhistas
| Ouro             | Prata               | Bronze                  |
| Nijel Amos (BOT) | Mohammed Aman (ETH) | Taoufik Makhloufi (ALG) |

## Cronograma
Todos os horários são locais (UTC+1).
| Data         | Hora  | Evento  |
| ------------ | ----- | ------- |
| 11 de agosto | 18:50 | Bateria |
| 12 de agosto | 19:20 | Final   |

## Resultados

### Bateria
Qualificação: 2 atletas de cada bateria (Q) mais os 2 melhores qualificados (q).
| Posição | Bateria | Atleta                    | Nacionalidade      | Tempo   | Notas |
| ------- | ------- | ------------------------- | ------------------ | ------- | ----- |
| 1       | 1       | Ferguson Cheruiyot Rotich | Quênia             | 1:45.80 | Q     |
| 2       | 1       | Amine El Manaoui          | Marrocos           | 1:46.01 | Q     |
| 3       | 1       | Antoine Gakeme            | Burundi            | 1:46.24 | q     |
| 4       | 2       | Mohammed Aman             | Etiópia            | 1:46.63 | Q     |
| 5       | 1       | Alberto Mamba             | Moçambique         | 1:46.68 | q,    |
| 6       | 2       | Nijel Amos                | Botswana           | 1:46.73 | Q     |
| 7       | 2       | Cornelius Kiplagat        | Quênia             | 1:46.81 |       |
| 8       | 1       | Jena Umar                 | Etiópia            | 1:47.09 |       |
| 9       | 2       | Moussa Camara             | Mali               | 1:47.14 |       |
| 10      | 2       | Nader Belhanbel           | Marrocos           | 1:47.43 |       |
| 11      | 3       | Evans Kipkorir            | Quênia             | 1:48.66 | Q     |
| 12      | 3       | Taoufik Makhloufi         | Argélia            | 1:48.90 | Q     |
| 13      | 1       | Hamid Sulema Ferej        | Eritreia           | 1:49.17 |       |
| 14      | 3       | Mamush Lencha             | Etiópia            | 1:49.90 |       |
| 15      | 2       | Jammeh Omar               | Gâmbia             | 1:49.96 |       |
| 16      | 2       | Prince Mumba              | Zâmbia             | 1:51.02 |       |
| 17      | 3       | Redouane Baaziri          | Marrocos           | 1:51.06 |       |
| 18      | 3       | Attoumane Abdoul Had      | Comores            | 1:55.09 |       |
| 19      | 3       | Hamza Shlik               | Líbia              | 1:55.77 |       |
| 20      | 3       | Junior Bele               | República do Congo | 2:00.66 |       |
| 21      | 1       | Bechir Ahmat Mahamat      | Chade              | DNS     |       |

### Final
| Posição           | Atleta                    | Nacionalidade | Tempo   | Notas |
| ----------------- | ------------------------- | ------------- | ------- | ----- |
| Medalha de ouro   | Nijel Amos                | Botswana      | 1:48.54 |       |
| Medalha de prata  | Mohammed Aman             | Etiópia       | 1:48.74 |       |
| Medalha de bronze | Taoufik Makhloufi         | Argélia       | 1:49.08 |       |
| 4                 | Ferguson Cheruiyot Rotich | Quênia        | 1:49.10 |       |
| 5                 | Evans Kipkorir            | Quênia        | 1:49.47 |       |
| 6                 | Alberto Mamba             | Moçambique    | 1:49.63 |       |
| 7                 | Antoine Gakeme            | Burundi       | 1:49.74 |       |
| 8                 | Amine El Manaoui          | Marrocos      | 1:49.93 |       |

Legenda
| Recorde mundial       | Recorde mundial (World record)               |                       | Recorde africano                      | Recorde africano (African) |                                           | Q | Classificado por posição (Qualified) |
| Recorde do campeonato | Recorde do campeonato (Championship record)  | Recorde da América    | Recorde da América (Americas)         | q                          | Classificado por melhor tempo (Qualified) |   |                                      |
| Melhor marca do ano   | Melhor marca do ano (World leading)          | Recorde asiático      | Recorde asiático (Asian)              | DNS                        | Não largou (Did not start)                |   |                                      |
| Recorde nacional      | Recorde nacional (National record)           | Recorde europeu       | Recorde europeu (European)            | DNF                        | Não terminou (Did not finish)             |   |                                      |
| Recorde pessoal       | Recorde pessoal do atleta (Personal best)    | Recorde da Oceania    | Recorde da Oceania (Oceania)          | DSQ / DQ                   | Desclassificado (Disqualified)            |   |                                      |
| Recorde da temporada  | Recorde da temporada do atleta (Season best) | Recorde sul-americano | Recorde sul-americano (South America) | NM                         | Sem marca (No mark)                       |   |                                      |